# Allamakee County
Das Allamakee County ist ein County im US-amerikanischen Bundesstaat Iowa. Im Jahr 2020 hatte das County 14.061 Einwohner und eine Bevölkerungsdichte von 8,5 Einwohnern pro Quadratkilometer.  Der Verwaltungssitz (County Seat) ist Waukon.

## Geografie

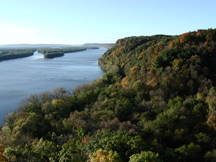
Effigy Mounds am Mississippi

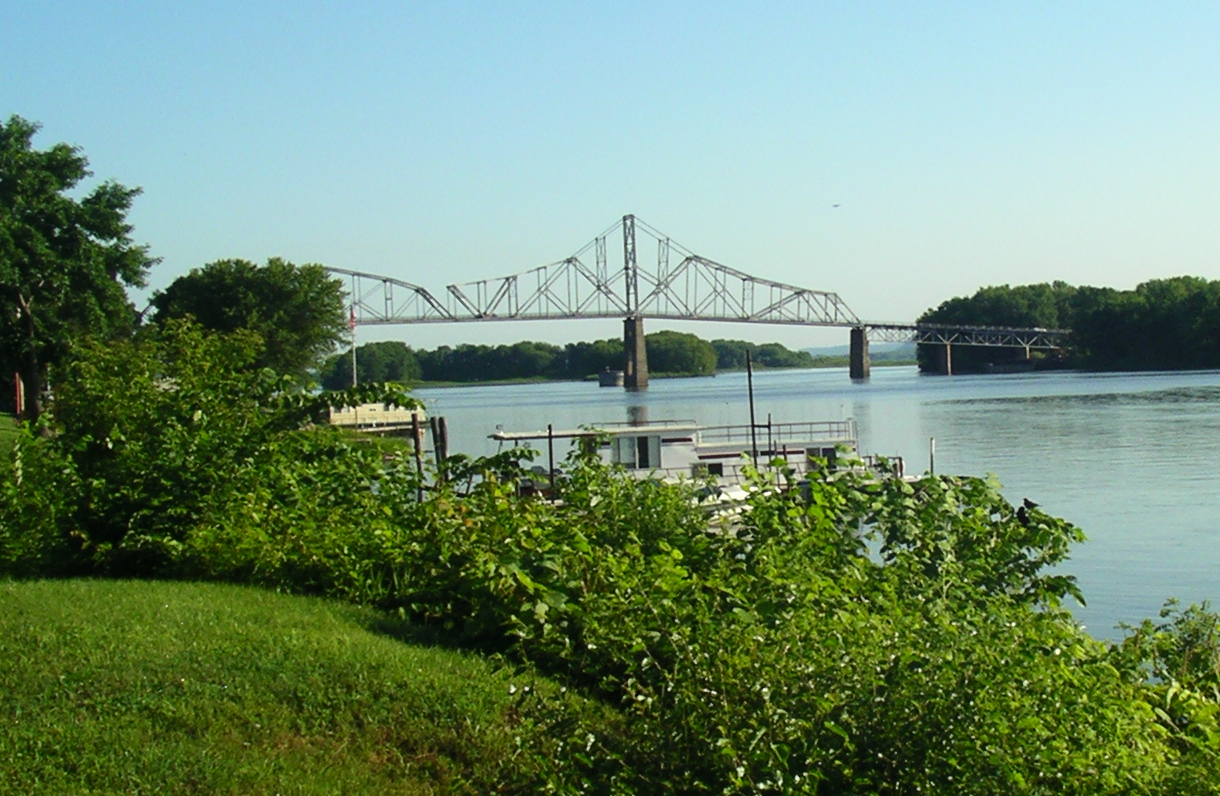
Black Hawk Bridge über den Mississippi

Das County liegt im äußersten Nordosten von Iowa und grenzt im Norden an Minnesota. Im Osten bildet der Mississippi die Grenze zu Wisconsin. Das Allamakee County hat eine Fläche von 1706 Quadratkilometern, wovon 50 Quadratkilometer Wasserfläche sind.
Im Allamakee County liegt am Westufer des Mississippi ein Teil des einzigen National Monuments in Iowa: Effigy Mounds National Monument, ein archäologisches Schutzgebiet für künstliche Hügelstrukturen früher Indianer-Kulturen.
An das Allamakee County grenzen folgende Nachbarcountys:
|                   | Houston County (Minnesota) | Vernon County (Wisconsin)   |
| Winneshiek County |                            | Crawford County (Wisconsin) |
| Fayette County    | Clayton County             |                             |

## Geschichte
Das Allamakee County wurde am 20. Februar 1847 aus als frei bezeichneten – in Wirklichkeit aber von Indianern besiedelten – Territorium gebildet. Benannt wurde es entweder nach dem Händler Allan Mackee oder nach der indianischen Bezeichnung für Blitz. Beide Aussagen trifft man in der Literatur.

### Historische Objekte
- Liste der Einträge im National Register of Historic Places im Allamakee County

## Bevölkerung
Nach der Volkszählung im Jahr 2010 lebten im Allamakee County 14.330 Menschen in 6007 Haushalten. Die Bevölkerungsdichte betrug 8,7 Einwohner pro Quadratkilometer. In den 6007 Haushalten lebten statistisch je 2,28 Personen.
Ethnisch betrachtet setzte sich die Bevölkerung zusammen aus 96,0 Prozent Weißen, 0,8 Prozent Afroamerikanern, 0,3 Prozent amerikanischen Ureinwohnern, 0,2 Prozent Asiaten sowie aus anderen ethnischen Gruppen; 0,6 Prozent stammten von zwei oder mehr Ethnien ab. Unabhängig von der ethnischen Zugehörigkeit waren 5,3 Prozent der Bevölkerung spanischer oder lateinamerikanischer Abstammung.
23,8 Prozent der Bevölkerung waren unter 18 Jahre alt, 57,7 Prozent waren zwischen 18 und 64 und 18,5 Prozent waren 65 Jahre oder älter. 48,6 Prozent der Bevölkerung war weiblich.
Das jährliche Durchschnittseinkommen eines Haushalts lag bei 44.119 USD. Das Pro-Kopf-Einkommen betrug 20.604 USD. 14,1 Prozent der Einwohner lebten unterhalb der Armutsgrenze.

## Ortschaften im Allamakee County
Citys
| - Harpers Ferry - Lansing - New Albin | - Postville1 - Waterville - Waukon |

Unincorporated Communities
| - Church - Dalby - Dorchester - Egan | - Elon - Frankville - Gunder - Ludlow | - Village Creek - Waukon Junction |

1 – teilweise im Clayton County

## Gliederung
Das Allamakee County ist in 18 Townships unterteilt:
| Township              | Einwohner (2010) | FIPS     |
| --------------------- | ---------------- | -------- |
| Center Township       | 329              | 19-90582 |
| Fairview Township     | 240              | 19-91290 |
| Franklin Township     | 408              | 19-91383 |
| French Creek Township | 225              | 19-91488 |
| Hanover Township      | 193              | 19-91824 |
| Iowa Township         | 744              | 19-92049 |
| Jefferson Township    | 607              | 19-92202 |
| Lafayette Township    | 421              | 19-92331 |
| Lansing Township      | 1424             | 19-92382 |

| Township               | Einwohner (2010) | FIPS     |
| ---------------------- | ---------------- | -------- |
| Linton Township        | 305              | 19-92655 |
| Ludlow Township        | 585              | 19-92727 |
| Makee Township         | 4176             | 19-92799 |
| Paint Creek Township   | 544              | 19-93255 |
| Post Township          | 2221             | 19-93468 |
| Taylor Township        | 662              | 19-94089 |
| Union City Township    | 219              | 19-94290 |
| Union Prairie Township | 761              | 19-94293 |
| Waterloo Township      | 266              | 19-94596 |